# 粉飾決算
粉飾決算（ふんしょくけっさん、英語: Window dressing）とは、会社の損益状況や財政状態を実際より良く見せるため、利益を過大に計上する会計行為。会計用語の一つで、企業等が不正な会計処理を行い、内容虚偽の財務諸表を作成し、収支を偽装して行われる虚偽の決算報告を指す。
単に「粉飾」と呼ばれることもあるが、「粉飾」は本来「うわべを飾り立てて立派に見せかけること」一般を指す語である。逆に、利益を過少に計上する会計行為は「逆粉飾」と呼ばれる。売上の揉み消しや経費の水増しなど、会社の決算を実態より悪く見せるため偽装する場合もあり、目的としては脱税等が挙げられる。
米偏の「粉飾決算」が正しい表記であるが、糸偏の「紛飾決算」と誤記されることがある。また経理会計関係者の俗語（隠語）として「飾る」「化粧直し」「厚化粧」の表現がある。

## 概要
典型的な粉飾決算においては、決算書のうち、損益計算書の経常損益などを意図的に操作して、企業の経営成績を隠蔽し実態より良く見せることが目的とされる。また、貸借対照表の資産を過大計上したり、負債を簿外計上するなどして、企業の財政状態を実態より良く見せることを目的にするものも多い。
手法としては二重帳簿が典型である。帳簿が単一である場合は、実態に沿わない会計も一応は故意でないことが推定される。
粉飾決算の実行主体は、典型的には企業経営者であるが、営業担当者が自身の成績を仮装するため実行されることもある。経理・財務を担当する従業員が粉飾決算に協力する場合が多く、社外監査役や会計監査人までが不正に関与している事例もある。粉飾決算を行なう過程では、会社の機関や会計監査人を欺いたり、懐柔したりする必要がある。
利益が上がっていることになり、配当をしないことがおかしく映ってしまうので、蛸配当を行ってでも配当をすることが考えられる。また、一度でも在庫を増やすと、翌年に大きく業績が回復でもしない限り翌年も同じかそれ以上に粉飾を行う必要が出てきて、雪だるま的に粉飾が膨らむ可能性がある。黒字であれば課税されるので、納税資金も必要で、実態は赤字であれば、資金繰りに影響することになり内部では苦しい運用を迫られることになる。
粉飾決算に手を染める当事者は、粉飾を行えば対外的には美しく取り繕えると思い込んでいることが多い。しかし、粉飾決算を行った結果は確実にその会社の貸借対照表を歪めてゆく。当事者は決して粉飾の事実を認めなくとも、企業会計や与信審査に精通したものが決算書類を（特に、3-4年ないしはそれ以上の決算推移を）見れば疑念を抱かれるのは必定であり、結果会社の対外的な信用力は低下する（たとえば資産に対して、同業種と比較して極端に減価償却が少ない、目立った設備投資がないのに極端な増資がおこなわれている、本業が不振だが投資事業組合など匿名先からの収益が異常に高い、など）。
個人情報保護法制定後は、これを悪用するケースもみられる。最終的に行き詰まって粉飾の事実を公表する段階においては、株主や取引先、金融機関との間に築かれた信頼関係は一気に崩壊し、修復は困難となる。倒産法に基づく法的処理に至った場合は、破産手続開始の決定などの清算型手続を取る企業が大半を占め、民事再生法を申請した企業でも、民事再生スポンサーが設立した受け皿会社へ譲渡するケースがほとんどである。

### 具体的手法
実際に粉飾が実行される場合、利害関係者から看破されるのを回避するために複数の手法を組み合わせるのが一般的であるが、基本的な例を以下に挙げる。
収益の架空計上
実際には存在しない売上、または翌期に計上されるべき売上を前倒しするなどのケースが考えられ、その結果貸借対照表に架空の売掛金など資産性のない資産が計上される。また、売上高と経費を同額計上したり、通謀した外部企業と互いに請求書を立てあって売上高を水増しする行為も見られる。
これらの単純な帳簿上での粉飾は会計監査や強制捜査の際に発覚する可能性が高いため、通謀した外部企業に在庫を転売し決算後に買い戻す（押し込み）、あるいは複数の仲間企業間で不良在庫を転売して売上・利益を計上する（循環取引）などの手法がとられる場合がある。また特殊なケースとして、自社株式を交付する方法で出資行為を行い配当を得た場合は、直接的に自己資本へ組み入れるのが学説上は適正であると考えられているが、これを収益として計上し摘発された事件が存在した。

費用の圧縮
期末棚卸の際に在庫（製品や未成工事支出金等）を過大にして、売上原価を少なく見せかける方法が典型的。また本来経費項目に計上するべき費用の一部を隠蔽する方法もあり、この場合隠蔽した費用の期末時点における支払先（債権者）への負債額も隠蔽する（=簿外債務の発生）必要がある。
なお、粉飾決算を行うには、「架空の売上先」や「本来あるべき債務の簿外化」など粉飾決算を行う主体とともに（実際に存在するか否かは別として）相手方（=客体）が必要となることが多く、粉飾を実施する際に広い意味での「関係会社」が客体としてしばしば利用されてきた。一方、近年日本においても連結企業会計が一般的となったことから、昔より典型的とされてきた期末の子会社への「押し込み販売」といった子会社等を客体とした粉飾決算の手法は、もはや意味を有さなくなっている。また、会社と関係が深いだけで別資本の会社等の場合、本来は実質的な支配を判定して連結対象にする必要がある。しかし、その判断基準は比較的あいまいなため、本来連結対象にするべき会社を意図的に外した上、粉飾決算の隠れ蓑に用いている例も多々ある。

## 要因
一般的にいって、赤字決算であることは、対外的に信用不安を招き、営業上不利になることが多く、仕入れ面での取引先よりの与信への影響や、金融機関からの借り入れの影響が生じうる。そこで、経営者には、粉飾決算により、黒字を偽装する動機が生じる。粉飾決算は不正であり、その要因については大きく動機・機会・正当化に分類できる。
以下の個別の要素が粉飾決算の要因となることがあり、通常、これらは単独ではなく、複数の要因が関係している。

### 個別要因
経営者の性格的要因
経営者個人のプライドや見栄など、性格に起因する問題によって行なわれる場合がある。不動産会社や建築会社などの場合は資本金の額に比べて大口の物件単価の商品サービスが売買されるため、とりわけこの性向が強くなる。
経営者の個人的要因
巨額の利益を生み出していると装えば、経営者個人が企業から受け取る給与（役員報酬、役員賞与、役員退職慰労金）やその他の経済的便益が得られるため、これらを求めて行なわれる場合がある。減益や赤字になれば、株主総会を経て経営者が解任される場合もある。また、退任直前であれば、再就職先としての社内での相談役や社外での経営指南役としての雇用も好待遇で受けられるなどの事情もある。
株価操作
株価を操作することで自他の経済的利益が得られる場合には、それが粉飾決算の要因となることがある。経営者の見栄が関係する場合もある。
配当操作
株式会社が赤字決算になり、会社法上の配当可能限度額が小さくなれば、株式配当を行なえなくなり、株主等から責任を問われる場合が多々ある。また株式配当が行なわれることで自他の経済的利益が得られる場合には、それが粉飾決算の要因となることがある。株式配当でも経営者の見栄が関係する場合もある。
銀行借入
銀行借入を容易にするために粉飾決算を行なう要因となる。粉飾決算を行なわなければ銀行が融資しない状況とは、銀行がその企業の財務状態に疑問を持っていることが考えられる。つまり、粉飾決算をしてでも借入を行わなければならない状況とは、手持ち資金が不足して銀行からの融資が得られなければ、業務が立ち行かないという場合が多々あるのである。
もっとも、多くの場合は、専門家集団である銀行はキャッシュフローが歪な時点で危険と察知し、継続的な業務ができるような額を無担保で貸すことはない。この為、最終的には有利子負債を増やすだけに終わるのだが、短期的な経営危機を逃れることを優先してしまう。
入札資格
官公庁や公営企業が発注する建設工事、機械設備、備品などの工事業者や納入業者の入札参加資格として、健全な財務状態を求めており、一定の財務指標以下の企業は入札そのものが行なえないことが一般的である。また公共工事の入札参加資格では、財務状態等をもって事前に企業のランク付けを行い、そのランクにそった規模の工事の入札参加資格を得ることができる。公共工事に頼る建設会社にとって入札参加資格やそのランクは会社経営に大きな影響を与えるため、粉飾決算を行なってでも入札資格を堅持するだけの強い誘惑が働く。民間企業でも大口取引のさいには新規にあるいは定期的に信用調査がおこなわれるのが通常であり、納品契約を獲得したい企業には粉飾決算への動意が働く。
簿外債務の隠蔽
余剰資金の運用などの名目でいわゆる「財テク」に走った企業が多額の損失を発生させている場合。また証券会社などが顧客との不適切な取引契約による損失を補填するために仮装売買で損失を隠蔽するもの。かつては政治家等への多額の裏金を捻出するためにも利用されたとされる。
公金補填の経験
過去に行われた自身、または同業他社への公金補填の経験により、自身への過大評価や公金補填へのハードルを低く見積もるなど、危機に鈍化した結果、経営が悪化した際も、実際の経営の改善よりも決算書を繕うことを優先して安易に粉飾を行う場合がある。

## 粉飾決算についての責任・ペナルティ
粉飾決算により、民事上または刑事上の責任を問われることがある。また、粉飾決算に関連して行われた行為（例えば脱税）についても同様に、法的責任が問われうる。多くの粉飾決算では、申告税額が過大となるので、更正申告する必要が生じる。信用を失うなどのペナルティーも考えられる。
個人経営の小規模な会社で粉飾決算が行われても、結果として利害関係者が不利益を受けなければ、起訴されないこともある。

### 日本における粉飾決算と法的責任

#### 刑事責任
会社幹部等による特別背任罪
会社法第960条・保険業法第322条・資産流動化法第302条・投資法人法第228条・金融機関合併転換法第71条・金融機関更生特例法第551条・民事再生法第257条・会社更生法第268条・破産法第267条
10年以下の懲役又は1000万円以下の罰金、又はこれを併科する。
詐欺罪
刑法第246条
10年以下の懲役
特定法人役員等による特別背任罪
一般社団法人・一般財団法人法第334条・医療法第71条の7
7年以下の懲役若しくは500万円以下の罰金、又はこれを併科する。
会社関係者等による違法配当罪
会社法第963条・保険業法第324条
5年以下の懲役又は500万円以下の罰金、又はこれを併科する。
会社関係者等による計算書類等虚偽記載罪
会社法第976条
100万円以下の過料
公開会社による有価証券報告書虚偽記載罪
金融商品取引法第197条及び第207条
10年以下の懲役又は1000万円以下の罰金、又はこれらの併科、法人には両罰規定として7億円以下の罰金
倒産会社による財産状況書類等虚偽報告罪
破産法第268条・民事再生法第258条・会社更生法第269条・外国倒産処理手続法第65条・金融機関更生特例法第552条
3年以下の懲役若しくは300万円以下の罰金、又はこれらの併科する。
倒産会社による財産状況物件変造罪
破産法第270条・民事再生法第259条・会社更生法第270条・金融機関更生特例法第554条
3年以下の懲役若しくは300万円以下の罰金、又はこれらの併科する。
少額短期保険業者による財産状況書類等虚偽記載罪
保険業法第317条
1年以下の懲役又は300万円以下の罰金、又はこれらの併科
系統中央機関等役職員による財産状況書類等虚偽記載罪
農林中央金庫法第99条・商工組合中央金庫法第72条
1年以下の懲役又は300万円以下の罰金
金融機関による財産状況書類等虚偽提出罪
銀行法第63条・信用金庫法第90条の3・労働金庫法第100条の3・協同組合金融事業法第10条・農水産業協同組合貯金保険法第125条・金融機関信託業務兼営法第17条・長期信用銀行法第25条・預金保険法第143条
1年以下の懲役又は300万円以下の罰金
信託業者による信託財産状況報告書虚偽記載罪
信託業法第96条・保険業法第316条の2
6月以下の懲役若しくは50万円以下の罰金、又はこれらの併科
建設業者による経営状況分析書類虚偽記載罪
建設業法第50条
6月以下の懲役又は100万円以下の罰金
公益事業者による財務計算諸表等虚偽記載罪
ガス事業法第60条の2・電気事業法第122条
100万円以下の過料
基幹放送局提供事業者による基幹放送業務会計収支状況不実公表罪
放送法第190条
100万円以下の過料
一般社団法人・一般財団法人幹部等による財産目録等虚偽記載罪
一般社団法人・一般財団法人法第342条
100万円以下の過料
特定目的会社幹部等による財産目録等虚偽記載罪
資産流動化法第316条
100万円以下の過料
投資信託委託会社等による財産目録等虚偽記載罪
投資信託法第249条
100万円以下の過料
有限責任事業組合組合員等による財務諸表等虚偽記載罪
有限責任事業組合法第75条
100万円以下の過料
全国健康保険協会等役職員による財産状況書類等虚偽報告罪
高齢者医療確保法第168条
50万円以下の罰金
日本銀行役職員による財務諸表等虚偽届出罪
日本銀行法第65条
50万円以下の過料
漁業信用基金協会等による財産状況書類等虚偽報告罪
中小漁業融資保証法第85条
30万円以下の過料
商品取引所等による財務諸表等虚偽書類記載罪
商品先物取引法第374条
30万円以下の過料
適格消費者団体による財務諸表等虚偽記載罪
消費者契約法第53条
30万円以下の過料
特別な学校法人役職員による財産書類等虚偽報告罪
放送大学学園法第20条・沖縄科学技術大学院大学学園法第23条
30万円以下の過料
独立行政法人役員による財務諸表等虚偽公表罪
独立行政法人通則法第71条
20万円以下の過料
地方独立行政法人役員による財務諸表等虚偽公表罪
地方独立行政法人通則法第99条
20万円以下の過料
在宅就業支援団体による財務諸表等虚偽記載罪
障害者雇用促進法第89条の2
20万円以下の過料
日本年金機構役員による財務諸表等虚偽届出罪
日本年金機構法第59条
20万以下の過料
国際協力機構役職員による財務諸表等虚偽届出罪
国際協力機構法第47条
20万円以下の過料
日本下水道事業団役員による財務諸表等虚偽記載罪
日本下水道事業団法第48条
20万円以下の過料
地方公共団体金融機構役員による資産債務状況書類等虚偽記載罪
地方公共団体金融機構法第53条
20万円以下の過料
高圧ガス保安協会による財務諸表等虚偽記載罪
高圧ガス保安法第85条
20万円以下の過料
日本勤労者住宅協会役員による財務諸表等虚偽記載罪
日本勤労者住宅協会法第43条
20万円以下の過料
日本電気計器検定所役職員による財務諸表等虚偽記載罪
日本電気計器検定所法第42条
10万円以下の過料
広域臨海環境整備センター役員等による財務諸表等虚偽提出罪
広域臨海環境整備センター法第38条
10万円以下の過料
日本赤十字社役職員による財産状況書類等虚偽報告罪
日本赤十字社法第40条
1万円以下の罰金

#### 民事責任
会社等役員等の対会社損害賠償責任
会社法第423条・保険業法第53条の33・投資信託法第115条の6・資産流動化法第94条・一般社団法人法第111条及び第198条・医療法第47条・社会福祉法第45条の20・私立学校法第44条の2・信用金庫法第39条・労働金庫法第42条・商店街振興組合法第51条・中小企業等協同組合法第38条の2・中小企業団体の組織に関する法律第5条の23及び第47条・消費生活協同組合法第31条の3・労働者協同組合法第45条及び第118条・技術研究組合法第34条・船主相互保険組合法第38条の2・農業協同組合法第35条の6及び第73条・水産業協同組合法第39条の6、第86条、第92条、第96条、第100条及び第105条・森林組合法第49条の3、第100条及び第109条・農林中央金庫法第34条
会社等役員等の対第三者損害賠償責任
会社法第429条・保険業法第53条の35・投資信託法第115条の7・資産流動化法第95条・一般社団法人法第117条及び第198条・医療法第48条・社会福祉法第45条の21・私立学校法第44条の3・信用金庫法第39条の2・労働金庫法第42条の2・商店街振興組合法第51条の2・中小企業等協同組合法第38条の3・中小企業団体の組織に関する法律第5条の23及び第47条・消費生活協同組合法第31条の4・労働者協同組合法第46条及び第118条・技術研究組合法第35条・船主相互保険組合法第38条の3・農業協同組合法第35条の6及び第73条・水産業協同組合法第39条の6、第86条、第92条、第96条、第100条及び第105条・森林組合法第49条の3、第100条及び第109条・農林中央金庫法第34条・有限責任事業組合法第18条

## 粉飾決算が見られた著名な企業

### 日本
- 山陽特殊製鋼（山陽特殊製鋼倒産事件を参照）
- 日本テレビ（日本テレビ放送網#1960年代を参照）
- リッカー（リッカー#多角化と経営破綻を参照）
- 不二サッシ（不二サッシ#概要を参照）
- 三田工業（京セラドキュメントソリューションズ#三田工業の会社更生法適用と再建を参照）
- 日東あられ（日東あられ新社#旧・日東あられを参照）
- ヤオハン・ジャパン（ヤオハン#概要を参照）
- 山一證券（山一證券#その後を参照）
- カネボウ（カネボウ (1887-2008)#繰り返される粉飾、産業再生機構傘下へを参照）
- ライブドア（ライブドア事件を参照）
- プロデュース（プロデュース (新潟県)#沿革を参照）
- エフオーアイ（エフオーアイ#粉飾決算を参照）
- オリンパス（オリンパス事件を参照）
- インデックス（インデックス・ホールディングス#粉飾決算事件を参照）
- ビックカメラ（ビックカメラ#不祥事を参照）
- 東芝（東芝#粉飾決算事件を参照）
- グローバルアジアホールディングス（グローバルアジアホールディングス#元社長の逮捕を参照）
- 日食（日食 (食品卸)#経営破綻を参照）[5]
- てるみくらぶ（てるみくらぶ#粉飾決算事件・詐欺事件を参照）[6]
- はれのひ（はれのひ#元社長の逮捕・立件を参照）
- ディー・エル・イー（ディー・エル・イー#粉飾決算事件を参照）[7]
- ひびき（彩玉家#旧社による粉飾決算を参照）[8]
- グレイステクノロジー（グレイステクノロジー#粉飾決算を参照）[9]
- ベルベ（ベルベ (製パン)#粉飾決算を参照）[10]
- 堀正工業[11]
- ルートスタイル（ルートスタイル#粉飾決算・会社更生法を申請を参照）[12]
- オルツ

### 日本国外
- エンロン
- ワールドコム
- リーマンブラザーズ
- クリアストリーム（クリアストリーム#匿名口座を参照）
- ワイヤーカード[13]
- ラッキンコーヒー[14]